# القارة (بلاد الروس)

تعديل مصدري - تعديل

القارة هي إحدى قرى عزلة ربع اولاد حسن بمديرية بلاد الروس التابعة لمحافظة صنعاء، بلغ تعداد سكانها 288 نسمة حسب تعداد اليمن لعام 2004.